# 한국의 농촌
다음은 한국의 농촌에 관한 설명이다.

## 한국 농촌의 생활과 문화(개설)
한국의 농촌문화는 한국의 농촌사회 성원들이 공통으로 갖고 있는 생활양식 또는 행동양식을 의미한다. 여기서 한국의 농촌사회란 한국의 도시사회와 대비되는 개념으로 사용되며, 농촌사회와 도시사회는 각기 한국이라는 전체사회의 부분사회 또는 하위(下位)사회인 것이다. 따라서 한국의 농촌문화는 한국의 전체문화, 즉 우리 민족문화의 부분문화 또는 하위문화라고 말할 수 있다. '농촌'이란 말이 '도시'라는 말과 대비되는 것이기 때문에 여기서 말하는 농촌에는 도시가 아닌 다른 모든 지역사회, 즉 더 좁은 뜻의 농촌과 산촌·어촌 등을 포함하는 '마을'의 뜻을 다양한 직장에서 노동을 하며 생산과 소비의 장소가 완전히 분리되어 있지만, 농촌 사람들은 가족노동과 두레·품앗이 등 마을 사람들의 협동과 교환노동을 통해서 생산활동이 마을 안에 제한되어 있을 뿐 아니라, 소비의 장소도 비교적 마을을 벗어나지 못하고 있어 생산과 소비의 장소가 미분리된 상태에 있다. 더구나 농촌 사람들은 한 지역에서 오랫동안 함께 살아왔기 때문에 서로서로의 내력을 잘 알고 친밀한 전인격적인 인간관계를 가지게 된다. 마을은 그 안에 각종의 혈연조직과 행정조직 및 계(契)·두레·품앗이·부락제와 같은 경제·오락·신앙 등을 중심으로 해서 공통의 관심과 이익을 추구하는 목적으로 결합된 수많은 사회조직과 집단을 중첩하여 가지는 틀이라고 할 수 있으며, 그 틀은 또한 여러 생활면에서도 사회관계의 범위와 인간행동을 규제한다. 따라서 농촌은 내집단(in-group)의 공동체 의식과 지역사회 감정이 강하며 관습이 사회적 구속력을 강화한다. 마을의 공동체적 구속 내지 지역사회적 구속이 강하면 강할수록 그만큼 외부사회에 대해서는 배타적이며 봉쇄성이 강하게 나타난다. 이와 같은 농촌생활의 규제조건은 농촌문화에 그대로 반영된다. 종래의 일본과 한국의 사회학 특히 농촌사회학 분야에서 농촌문화의 특질이라고 제시한 것들 중 대표적인 것들을 들어보면 거의 예외 없이 ① 전통적 권위주의, ② 비합리적 인습(운명)주의, ③ 가족지향적 가족 중심주의, ④ 동질적 미분화의 특질이다. 이것은 결국 일본과 한국의 농촌문화 특질이 본질적으로 같다는 논리로 해석될 수도 있다. 물론 두 나라의 농촌문화 특질이 보편적 수준에서 유사성이 있을 것은 당연하나 구체적인 수준에서 볼 때 실제로는 그렇지 않다. 방법론으로 볼 때 종래의 한국문화의 특질을 그런 식으로 진다. 한국에서는 마을이 하나의 생활공동체를 이루고 있다. 지역사회라는 사회학적 정의와 개념을 떠나서라도 한국의 마을은 일정한 지역을 단위로 해서 주민들이 생활의 자율성을 가지며, 공통의 경험으로 결합되어 지방적 통일성을 의식하며 하나의 집단으로 행동할 수 있는 통일체이다. 그뿐 아니라 마을은 국가행정의 기본단위가 되며 여러 가지 사회운동, 특히 지역사회개발사업과 70년대부터 전개되어 온 '새마을운동'의 기본단위이기도 하다. 이러한 마을을 중심으로 한 한국 농촌의 생활은 여러 가지 면에서 도시생활과 대비된다. 우선 생업(生業)의 면에서 볼 때 농·어업·축산·양잠·임업 등 제한된 직업을 위주로 해서 살아가는 마을의 사람들은 거의 모두가 획일적인 생업에 종사하고 있다. 도시의 사람들은 가정을 떠나서 각종의 설명했던 것은 필자들이 일본 또는 다른 외국의 사회학자와 농촌사회학자들이 사용했던 추상적 개념과 이론들을 그대로 한국의 농촌문화에 적용한 데 하나의 원인이 있는 것 같다. 또 다른 한 가지 원인은 그들이 한국의 농촌사회에서 관찰한 구체적 행동양식 또는 생활양식에서 추상된 우리의 농촌문화 특질을 제시했어야 할 터인데 그렇지 못했던 것이라고 본다. 외국에서 발전시킨 추상적 개념과 이론을 가지고 우리의 사회·문화연구에 대해 연역적 접근방법을 취하더라도 거기에는 반드시 우리의 특수한 상황에서 발견된 구체적 사실에 입각하여 새로운 개념과 이론을 추상해 내는 귀납적 접근방법이 따라야 할 것이다. 이와 같은 변증법적 인식의 논리에서만 학문의 발전을 기대할 수 있기 때문이다. 한국 농촌문화의 특질은 농민의 의·식·주 생활을 비롯하여 가족생활·친족관계·경제생활·협동생활, 신앙과 의례생활, 예술과 오락활동, 교육과 매스 커뮤니케이션, 농촌과 도시의 접촉에서 나타나는 행동과 물질적 측면, 사회조직과 제도적 측면, 정신적인 면에서의 관념과 이데올로기의 측면에서 구체적으로 나타난다. 이러한 농촌문화의 특질은 그대로 농촌사람들에게 내면화되어 농민의 사회적 성격을 형성한다. 그러나 농촌문화 속의 농민의 사회적 성격은 항상 고정불변하는 것이 아니고, 농촌사회 내부의 새로운 발견과 발명에 의한 새로운 아이디어와 외부사회와의 접촉과 모방·차용, 기타 국가의 시책과 계획에 따르는 제반 정치과정과 교육 및 매스 커뮤니케이션의 영향을 받아 항상 변화한다.

## 한국 농촌의 의·식·주
의·식·주의 생활양식은 가장 기본적인 문화의 공통분모로서 모든 사람이 일상의 관심을 갖는 문화이다. 따라서 생활의식과 가장 깊은 관계를 갖는 문화인 것이다. 또 의·식·주의 생활양식은 사회적 지위와 계급을 나타내는 상징이 되기도 한다. 그러나 의·식·주에 나타나는 문화의 특질은 그 사회의 역사적 배경과 사회적 조건 및 경제상태에 따라 결정된다고 볼 수 있다. 의복의 기능은 추위와 더위를 막고 살갗을 보호하기 위한 생리적 기능과 자기 미화의 본능에서 생긴 심미적(審美的) 기능, 악신을 쫓고 선신을 기쁘게 해주는 주술종교적 기능, 치부를 엄폐하고 체면을 존중하기 위한 도덕적 기능, 계급과 지위 및 성별·연령·직업상의 지위를 상징하기 위한 상징적 기능에 있다고 하겠다. 그런데 도시에 비하여 한국의 농촌에서의 농민들의 복식(服飾)은 사회문화적으로나 경제적으로 거의 동질적이며 계급적인 차이도 거의 나타나지 않고 있다. 뿐만 아니라 의복의 형태와 색채를 중심으로 한 모방성도 강하지 못하고, 머리의 모양도 구태의연한 채로 새로운 유행에 민감하지 않고 재래 한국의 민간 고유문화와 전통을 그대로 전승하고 있다고 볼 수 있다. 농민의 의생활은 사치와 모방, 유행, 도덕적 기능보다도 생활의 효용성을 우선한다. 특히 과거의 유교문화에 바탕을 두었던 예복(사모 관대·족두리 등)과 변발(▩髮)·상투 등은 깊은 산간촌락이나 도서지방을 제외하고는 거의 없어진 상태에 있다.도시에 비하여 한국 농촌의 음식물은 거의 자급적이며 가공품이 비교적 적은 부분을 차지하고 있다. 식생활의 행동양식 중에서 특히 식사 때의 좌석은 한국 농촌의 권위와 결부된 가족관계를 잘 보여주고 있다. 예컨대 조부모와 부모, 자녀들로 구성된 가족에서 볼 때 조부는 외상을 받거나 부(父)와 겸상하고, 조모는 장손(長孫)과 겸상하며 모(母)와 다른 자녀들이 모두 함께 겸상하거나 방바닥에 놓고 먹는다. 명절과 생일·혼인·환갑·제사 때의 회식은 농촌에 있어서는 친척과 이웃사람·마을사람들이 음식을 나눠 먹는 계기가 되며 이런 기회에 서로 청하고 대접을 받으며 상호의 증여(贈與)행위가 이루어져서 공동체 의식을 더욱 두텁게 한다.가옥의 형태와 건물의 배치는 지역에 따라서 다양하다. 한국 민가의 가옥구조를 두 가지로 크게 분류해 볼 때, 한국의 일반형은 대지의 제한을 받고 형성된 민가로서 경기도를 중심으로 한 각 지방에서 흔히 볼 수 있는 ㄱㄷㅁ二 자 형(型)이 이에 속하며, 북부형은 대지의 제한을 받지 않고 독립하여 발생한 민가로 한국의 북부와 동해안 특히 산간지대에서 일반적으로 볼 수 있는 田目형(型)이 이에 속한다. 그러나 일반적으로 도시에 비해서 농촌의 가옥은 대지의 제한을 덜 받기 때문에 그 구조가 덜 복잡한 것이 특징이다.

## 한국 농촌의 가족생활
한국 농촌에 있어서 가족의 존재는 마을과 더불어 사회집단의 기본적인 단위이다. 경제적으로 볼 때 가족은 생산·분배·소비활동의 기본단위이고 노동력의 공급처이다. 또 농촌가족은 농민의 종교생활이 뿌리를 박고 있는 근거지라고 볼 수 있다. 유교의 전통에 바탕을 둔 조상숭배의 관행(慣行)이 가족을 중심으로 해서 이루어져 왔으며 유교와 불교·도교 및 한국의 토착신앙이 혼합된 샤머니즘도 또한 가족을 중심으로 관행되고 있다.가족의 크기로 볼 때 한국의 농촌가족은 도시가족에 비해서 훨씬 큰 것이 특징이다. 예를 들면〔표1〕에서 보는 바와 같이 도시가족에 비하여 농촌가족은 한 가족의 평균인원이 많으며, 1~4인으로 구성된 소가족이 적은 반면에 10인 이상으로 구성된 대가족이 많다. 이와 같이 한국 농촌가족의 평균인원을 증가시킨 이유는 가족내의 자손의 수와 직계친속인원과 방계친속인원의 수, 그리고 직업면에서 볼 수 있다. 첫째, 도시에 비하여 농촌에서는 여자의 초혼 연령이 빠르기
때문에 자연히 임신 가능기간이 길어져서 그 결과로 많은 자녀를 분만하게 되는 것이다. 둘째, 이미 결혼한 장남(長男)이 분가하지 않고 그의 양친과 동거하게 됨으로써 직계친속의 인원수가 많아지고 차남(次男) 이하의 기혼아들의 분가가 지연됨으로써 또한 방계친속의 인원수가 도시에 비해 많다는 것이다. 끝으로 공무·서비스업과 같은 도시직업에 비해 농촌의 농림업·수산업은 가족노동을 단위로 해서 영위되기 때문에 농촌가족의 평균인원수를 증가시켰다고 본다. 세대별로 가족의 유형을 볼 때에도〔표2〕가 나타내는 것과 같이 농촌가족은 도시가족에 비해서 1~2대 가족이 적은 반면에 3~5대 가족이 많은 비율을 차지하고 있다. 이와 같이 한국의 농촌은 세대구성이 복잡한 가족을 많이 가졌기 때문에 그만큼 대가족도 많아지고 또 대가족이 많아지면 그만큼 한 가족의 평균인원수도 커지는 것이다.이상과 같이 규모가 크고 복잡한 유형의 농촌가족 안에서의 인간관계를 보면 친자(親子)관계에서는 효(孝)의 관념을 중심으로 한 지배복종관계가 현저하며, 부부관계에서는 아내의 지위가 남편에 예속된다는 남존여비(男尊女卑)의 가치관념이 강하다. 그리고 형제자매 관계에서는 집의 계승을 위주로 한 장남우대와, 여자보다 남자를 우대하는 남녀의 차별, 그리고 장차남적 관념이 두드러지게 나타난다.
| 가족원수별 가족수 〔표1〕 (1,000분율) | 가족원수별 가족수 〔표1〕 (1,000분율) | 가족원수별 가족수 〔표1〕 (1,000분율) | 가족원수별 가족수 〔표1〕 (1,000분율) | 가족원수별 가족수 〔표1〕 (1,000분율) | 가족원수별 가족수 〔표1〕 (1,000분율) | 가족원수별 가족수 〔표1〕 (1,000분율) | 가족원수별 가족수 〔표1〕 (1,000분율) | 가족원수별 가족수 〔표1〕 (1,000분율) | 가족원수별 가족수 〔표1〕 (1,000분율) | 가족원수별 가족수 〔표1〕 (1,000분율) | 가족원수별 가족수 〔표1〕 (1,000분율) | 가족원수별 가족수 〔표1〕 (1,000분율) | 가족원수별 가족수 〔표1〕 (1,000분율) |  | 세대별 가족형 〔표2〕 (1,000분율) | 세대별 가족형 〔표2〕 (1,000분율) | 세대별 가족형 〔표2〕 (1,000분율) | 세대별 가족형 〔표2〕 (1,000분율) | 세대별 가족형 〔표2〕 (1,000분율) | 세대별 가족형 〔표2〕 (1,000분율) | 세대별 가족형 〔표2〕 (1,000분율) |
| 가족수 지역별                         | 1인                                   | 2인                                   | 3인                                   | 4인                                   | 5인                                   | 6인                                   | 7인                                   | 8인                                   | 9인                                   | 10인                                  | 11~ 15인                              | 16~ 20인                              | 계                                    |  | 가족형 지역별                     | 1대 가족                          | 2대 가족                          | 3대 가족                          | 4대 가족                          | 5대 가족                          | 계                                |
| 전국도시 전국농촌 전 국               | 52.3 25.8 32.4                        | 103.8 77.2 83.7                       | 163.1 133.8 141.0                     | 170.6 169.4 169.7                     | 154.6 171.5 167.3                     | 134.3 148.8 145.2                     | 89.5 114.2 108.1                      | 57.6 62.9 61.6                        | 40.5 45.4 44.2                        | 25.6 38.8 35.5                        | 8.5 11.9 11.0                         | － 0.4 0.3                            | 1000.0 1000.0                         |  | 전국도시 전국농촌 전 국           | 125.8 79.6 91.0                   | 693.0 614.7 634.0                 | 172.7 289.6 260.7                 | 8.5 15.4 13.7                     | － 0.7 0.5                        | 1000.0 1000.0                     |

- 자료：한국농촌사회연구회
- 편 농촌사회학자료：한국농촌사회연구회 편 농촌사회학

## 한국 농촌에 있어서의 협동
한국 농촌에는 개인과 가족·친족 및 지역사회에 기반을 둔 여러 가지 계(契)나 증여(贈與)·두레·품앗이 등의 협동관계와 집단들이 많다. 전통적 농업·어업에서 사람들이 협동생활을 하는 것은 그들이 집단활동을 즐겨하기 때문만은 아니고 협동노동을 통해서 경제생활을 더 효과적으로 영위할 수 있고, 한 사람에게 주는 부조(扶助)는 자기가 필요할 때 그 사람한테서 되돌려 받을 수 있는 답례의 부조의무를 지우게 되기 때문이다.

### 계
하나의 사회조직으로서 계의 형태·기능을 보는 것은 농촌의 사회와 문화를 이해하는 데 도움이 될 것이다. 한국의 계의 성격에는 마을의 성격이 그대로 반영된다고 보는 견해도 있어, 계의 형태와 기능의 변모는 농촌의 사회와 문화의 변질을 보는데 좋은 지표가 된다. 옛날에는 마을 전체가 계의 성격을 가지고 있었으며, 이러한 계의 성격에는 다분히 지역적 연대와 전통주의 및 도의적인 성격이 농후하였다. 현재에도 한국 농촌에는 동계(洞契)와 종계(宗契)·산림계(山林契)·성황계(城隍契)·혼인계(婚姻契)·회갑계(回甲契)·위친계(爲親契)·상포계(喪布契), 기타 돈계와 오락 친목을 위한 여러 가지 계조직이 있다. 이들 계의 주요 기능은 농민들이 일시에 큰 돈을 마련하기가 어렵기 때문에 마을의 큰 행사나 문중행사·부락제·혼인·환갑·초상을 당할 때 계원끼리 물질적으로나 노력으로 상호부조하며 친목을 도모하는 것이다. 물론 계의 형태를 취하지 않더라도 첫돌과 혼인·환갑·장사·제사에는 가까운 친척과 친지, 마을사람들간에 돈과 음식·기념품·노력(勞力) 등을 증여의 형식으로 주고 받는 일이 허다하다. 이러한 협동생활은 도시보다 농촌에서 훨씬 활발하게 행해지고 있으며 그로 인한 공동체의식도 더욱 공고(鞏固)하게 된다.

### 품앗이
품앗이는 노임(勞賃)을 주지 않는 1대 1의 교환노동 관습이다. 대개 마을을 단위로 해서 이루어지는데 노력(勞力)이 부족할 때 수시로 이웃 사람에게 요청하며 그들로부터 받은 품에 대해서는 일을 해서 갚는다. 또 품앗이는 완전히 개인적인 몇몇 사람들간의 교환노동으로 서로의 신뢰를 전제로 하고 노동가치를 동등하게 인정할 수 있는 사람들 사이에서만 이루어진다. 품앗이로 하는 일은 농사를 비롯해서 퇴비(堆肥)·연료장만·벼베기와 같은 남자들이 하는 일 뿐만 아니라 큰일에 음식을 장만하고 옷을 만드는 여자들의 일도 포함된다. 가축이나 조류를 기르는것은 품앗이 없다.

### 두레
두레는 마을의 모든 농민이 그 마을의 경작지에 대해 자타의 구별 없이 일제히 조직적으로 집단 작업을 하는 조직이며, 각 집의 경지 면적과 노동력에 따라서 나중에 임금을 결산하여 주고 받는 공동 노동의 형태이다. 이와 같이 협업(協業)의 성격을 띤 공동 노동은 한국에서 장기간에 걸쳐 농촌 경제를 지배해 왔던 노동 조직이었다. 한국의 고대사회에서는 이러한 두레가 대내적으로는 노동 단체·예배 단체·도의 단체·유흥 단체의 의의를 가졌었으며, 한편 대외적으로는 군사 단체로 동지동업(同志同業)의 순수한 결사의 뜻을 가졌었다. 그것이 오늘날에는 농촌의 민간에만 잔존하여 여러 가지 민간 협동체를 파생시킨 것이다. 두레는 또한 공동 노동 조직임과 동시에 일종의 오락이라고도 할 수 있다. 즉, 마을의 농악대(農樂隊)와 그들의 농악 연주 및 무악(舞樂)을 가리키기도 한다. 이렇게 볼 때 두레와 농악 및 공동 노동은 서로 밀접한 관계를 맺고 있는 것 같다.

## 한국 농촌에 있어서의 신앙과 의례
한국 농민의 신앙과 의례생활을 개인·가족·마을의 차원에서 살펴보면, 첫째로 개인을 중심으로 한 신앙과 의례는 출생에서부터 사망에 이르기까지 그의 생애를 통하여 직면하게 되는 위기에 거행하는 통과의례 및 그와 관련된 신앙을 들 수 있다. 임신과 출산에는 삼신(三神)과 금줄의 신앙이 결부되며, 산후 백일과 첫돌에도 장수와 부귀를 기원하는 뜻에서 의례가 행해진다. 옛날에는 관례(冠禮)라는 성년식이 있었지만 요즘에는 없어지고 혼례까지도 도시의 그것과 별로 다를 바 없다. 그러나 농촌사람들이 질병을 진단·치료·예방하는 데는 아직까지도 주술종교적 신앙과 의례 및 미신행위가 상당히 작용하고 있다. 무당과 점장이·판수의 점괘와 살풀이·푸닥거리·굿·독경·삼잡기 등은 지금도 한국 농촌에서 흔히 볼 수 있는 토속신앙이며 의례행위이다. 사망시의 초혼(招魂)과 초종(初終)·소렴(小殮)·대렴(大斂)·발인(發靷)·개토제(開土祭)·평토제(平土祭)·반혼제(返魂祭)·삼우제(三虞祭)·삭망전(朔望奠)도 도시보다는 농촌에서 철저하게 시행되고 있다. 가족을 중심으로 한 신앙과 의례에 있어서는 성주(成造神)·조왕(▩王神)·터주·업 등을 신앙의 대상으로 하고 가족의 안녕과 무병(無病)·풍요(豊饒)와 재수를 기원하는 의례를 행하며, 조상숭배 관념과 제사의례, 풍수설에 의한 묘지신앙 등도 도시에 비하여 농촌에서 현저하게 거행되고 있다. 특히 앞에 열거한 가신(家神)과 샤머니즘에 관련된 가족신앙과 무당의 행사인 굿은 부녀자들을 중심으로 행해지며, 조상숭배의 제례는 남자들을 중심으로 행해지는 것이 특징이다. 마을을 단위로 한 신앙과 의례는 성황·산신·용신(龍神)·해신(海神) 등을 섬기는 부락제(部落祭)에서 볼 수 있으며, 그 목적은 의·식·주와 생업활동을 중심으로 한 경제의 안정과 마을 사람들의 평안을 기원하는 것이다. 그 밖에 기독교나 불교와 같은 종교적 신앙과 예배 의례행사도 한국 농촌에서는 상당히 행해지고 있지만 도시의 그것과 별로 다를 것이 없다.

## 한국 농촌문화의 변용
한국 농촌문화의 변용은 긴 역사적 안목으로 볼 때 조선 후기 서양사상의 전래에서 비롯되나 본격적인 대규모의 문화변용은 2차대전 이후 서양, 특히 미국의 한국 지배력이 확대되어 가는 과정에서 일어났다. 물론 20세기 중엽의 일본 식민지하에도 정치·경제·제도상의 변화는 심했으나 전통사회의 규범적 문화와 관념적 문화의 변용이 그 속도에 따른 것은 아니었다. 2차대전이 끝나고 서양문화가 한국에 침투하여 우리의 전통문화와 접촉을 하게 되면서부터 문화변용은 급속도로 일어나기 시작했다. 그러나 도시에 비하면 농촌의 문화변용 과정은 그 속도가 훨씬 느리다. 오히려 일단 도시에서 변용된 문화의 특질이 다시 농촌에 파급되는 현상이 더욱 뚜렷한 것 같다.도시문화의 특질이 농촌에 파급될 때 농촌문화는 그에 비례해서 변모의 현상을 나타낸다. 전통적 농촌사회의 공동체적 유대가 붕괴되고 의·식·주의 생활양식이 도시화되어 간다. 대량상품의 농촌침투가 물질생활면에서 도시와 농촌을 획일화시키며, 가족에서의 효(孝)의 관념과 인간관계의 권위주의적 지배양상은 개인 위주의 사상으로 변형, 발전된다. 품앗이·두레와 같은 전통적 협동체제가 약화되고 그 대신 임금노동과 계약노동이 훨씬 더 보편적인 형태로 발전한다. 미신과 주술종교적 관념형태가 그 자취를 완전히 소멸하지는 않으나 농민의 행동을 지배하는 합리성의 영향이 그 파급영역을 확대해감에 따라서 유교적 조상숭배와 무속(巫俗)의 관습체계가 그 힘을 상실해가고 있다.이와 같은 한국 농촌문화의 변용과정을 촉진시킨 요인을 우리는 국가의 시책과 계획에 따른 제반정치과정과 교육, 매스 커뮤니케이션의 영향, 군대에서 돌아온 농촌청년들에게서 찾아볼 수 있다. 정부는 농촌의 지역사회 개발사업과 계속 전개되고 있는 '새마을운동'을 통해서 새로운 농업기술 뿐 아니라 일상생활의 새로운 관행(慣行)과 아이디어를 농민들에게 불어 넣어 주고 있으며, 신문·라디오 등 매스 미디어의 보급은 그 전달과정을 더욱 빨리 촉진시켜주고 있다. 매스 커뮤니케이션은 일반적으로 정보전달, 의견 및 시야의 확대, 태도 및 가치관의 변화, 새로운 기술의 전파 등의 기능을 수행하는 것으로, 한국 농촌에서 매스 커뮤니케이션의 이러한 역할 수행은 그대로 적용된다. 한국 농촌에는 교육을 받은 젊은 세대가 서서히 증가하고 있으며, 그들의 영향은 농촌주민의 사고와 생활방식을 크게 변모시키고 있다.1950년의 한국전쟁 이래로 모든 한국의 젊은이들은 군복무를 하도록 되어 있다. 특히 농촌의 젊은이들은 그들의 군복무 기간 동안 전국의 각지에서 온 다른 젊은이들과 접촉하며 전국 각지를 여행할 기회를 갖게 됨으로써 시야를 넓히고 새로운 것을 배우고 경험하게 된다. 그들이 군복무를 마친 다음에 고향에 돌아가서 마을 사람들의 사고와 행동양식에 새로운 영향을 줄 것은 당연하다. 그리하여 새로운 농민의 사회적 성격은 새로운 농촌문화를 발전시키고 새로 확립된 농촌문화는 농촌사람들에게 다시 내면화되어 변증법적 발전을 이루게 된다.

## 한국 농촌가족의 생활과 문화
한국 농촌가족의 생활은 혼인(婚姻)·제식·상례(喪禮)의 문화적 측면에 잘 나타나 있기 때문에 주로 이 문제에 대하여 살펴 보기로 한다. 혼인·제식·상례 등 농촌가족의 여러 문화적 생활도 현재는 정부의 가정의례 준칙에 입각하여 많이 간소화되어 고유의 문화적 양상은 찾아볼 수 없지만 그렇다고 완전히 해소된 것은 아니고 아직도 보편적 현상으로 남아 있다.

## 같이 보기
- 농촌 활동
- 농촌 공동체